# Solanum cheesmaniae
Solanum cheesmaniae là loài thực vật có hoa trong họ Cà. Loài này được (Riley) Fosberg miêu tả khoa học đầu tiên năm 1987.